# Пузына, Юзеф
Юзеф Пузына (18 апреля 1856, Новый Мартынов — 30 марта 1919, Станков) — математик, профессор Львовского университета. Происходил из древнего белорусского княжеского рода Пузын герба Огинец.

## Биография
Родился в селе Новый Мартынов (теперь — Ивано-Франковской области). Учился во Львовском университете. В течение 33 лет, начиная с 1884 года, преподавал во Львовском университете.
Ю. Пузына впервые читал во Львове специальные математические курсы. С 1891 года вёл практические занятия по математике. В 1893 году основал математический семинар, которым руководил до 1918 года.
Основным направлением научной деятельности Ю. Пузыны была теория аналитических функций.
В 1905 году — ректор Львовского университета, в 1906 году — его проректор.
Автор двухтомной монографии «Теория аналитических функций».
В 1900—1919 годах был владельцем земель и патроном церквей в селах Станков и Фалиш (теперь — Стрыйский район Львовской области).
Ю. Пузына умер 30 марта 1919 года в Станкове, в своем имении. Похоронен в Стрый в могильном склепе, на котором имеется надпись на польском языке:
«Здесь покоится Юзеф — князь Подольский Пузына родился 1856 г. — умер 1919 г. Ректор Львовского Университета. Член Краковской Академии. Помещик сел Станковая, Фалиша, Пили».

## Студенты
- Владимир Левицкий
- Отто Мартин Никодим

## Комментарии
1. ↑  По-видимому, одно лицо с указанным в таблице к статье о роде Пузына в «Дворянских родах Российской империи»[3] Юзефом (1856—?). Тот показан сыном некого Владимира сына Анджея (1781—?) сына Станислава (?—1811) сына Антония сына Христофора-Доминика (? — до 1732). Младшими братьями Христофора-Доминика показаны Михаил и Антоний.

Если это верно, то Юзеф — троюродный брат кардинала Яна Пузыны.